# Bo (Sierra Leone)
Bo ist eine Stadt in Sierra Leone. Sie hat knapp 223.000 Einwohner (Stand 2021) und ist damit die drittgrößte Stadt des Landes. Die Einwohner gehören mehrheitlich der Volksgruppe der Mende an. Bo ist Hauptstadt der Southern Province und des Bo-Distrikts.
Bo befindet sich im Chiefdom Kakua im gleichnamigen Distrikt Bo in der Provinz Southern, zwischen Freetown und Kenema. Seit 2011 ist Bo Sitz des römisch-katholischen Bistums Bo.

## Stadtname
Der Name der Stadt geht auf ein historisches Ereignis zurück. Nahe der Stadt wurde ein Elefant erlegt. Das Fleisch wurde später von den Jägern an alle Dorfbewohner der Umgebung verteilt. Die Worte Bo-lor (in Mende) wurden genutzt und stehen für „dies ist Euers“. Die Stadtvorsteher benannten daraufhin den Ort Bo. Heutzutage steht Bo-lor auch für „dies ist Bo“.

## Bildung
Njala University College hat neben dem temporären Hauptcampus in Freetown (eigentlich im Dorf Njala) einen Campus in Bo. Ähnlich einer deutschen Fachhochschule werden hier vor allem technisch-praktische Fächer wie Landwirtschaft und Technologie unterrichtet.

## Städtepartnerschaften
- Inglewood, USA[3]

## Söhne und Töchter der Stadt
- Abu-Bakarr Kargbo (* 1992), deutscher Fußballspieler aus Sierra Leone
- Nabih Berri (* 1938), Parlamentspräsident des Libanon